# Detektivové od Nejsvětější Trojice
Detektivové od Nejsvětější Trojice jsou český cyklus pěti detektivních televizních minisérií podle knih Michala Sýkory. Hlavními postavami jsou komisařka Marie Výrová a její tým olomouckých kriminalistů. 

## Knižní předlohy
1. Případ pro exorcistu (2012, Paseka) – předloha pro stejnojmennou 1. televizní minisérii
2. Modré stíny (2013, Host) – předloha pro stejnojmennou 2. televizní minisérii
3. Ještě není konec (2016, Host) – předloha pro 4. televizní minisérii Vodník
4. Pět mrtvých psů (2018, Host) – podle stejnojmenné 3. televizní minisérie
5. Nejhorší obavy (2020, Host) – povídky Před potopou, Životní dílo akademika Plíška a Nejhorší obavy – nebylo zfilmováno

Příběh Živé terče napsal Sýkora společně s Jarchovským pouze pro televizi a nemá knižní ekvivalent.

## Hlavní postavy
- Klára Melíšková jako Marie Výrová
- Miroslav Krobot jako Viktor Vitouš
- Stanislav Majer jako Pavel Mráz
- Tereza Voříšková jako Kristýna Horová

## Seznam dílů

### Případ pro exorcistu(2015)
| Pořadí | Název     | Režie       | Scénář          | Datum premiéry | Sledovanost (v milionech) |
| ------ | --------- | ----------- | --------------- | -------------- | ------------------------- |
| 1      | Díl první | Jan Hřebejk | Petr Jarchovský | 11. ledna 2015 | 1,427                     |
| 2      | Díl druhý | Jan Hřebejk | Petr Jarchovský | 18. ledna 2015 | 1,403                     |
| 3      | Díl třetí | Jan Hřebejk | Petr Jarchovský | 24. ledna 2015 | 1,281                     |

### Modré stíny(2016)
| Pořadí | Název      | Režie       | Scénář          | Datum premiéry  | Sledovanost (v milionech) |
| ------ | ---------- | ----------- | --------------- | --------------- | ------------------------- |
| 1      | Díl první  | Viktor Tauš | Petr Jarchovský | 28. února 2016  | 1,051                     |
| 2      | Díl druhý  | Viktor Tauš | Petr Jarchovský | 6. března 2016  | 0,890                     |
| 3      | Díl třetí  | Viktor Tauš | Petr Jarchovský | 13. března 2016 | 0,820                     |
| 4      | Díl čtvrtý | Viktor Tauš | Petr Jarchovský | 20. března 2016 | 0,813                     |

### Pět mrtvých psů(2016)
| Pořadí | Název     | Režie       | Scénář          | Datum premiéry | Sledovanost (v milionech) |
| ------ | --------- | ----------- | --------------- | -------------- | ------------------------- |
| 1      | Díl první | Jan Hřebejk | Petr Jarchovský | 10. dubna 2016 | 1,127                     |
| 2      | Díl druhý | Jan Hřebejk | Petr Jarchovský | 17. dubna 2016 | 1,048                     |
| 3      | Díl třetí | Jan Hřebejk | Petr Jarchovský | 24. dubna 2016 | 0,986                     |

### Vodník(2019)
| Pořadí | Název     | Režie       | Scénář                          | Datum premiéry  | Sledovanost (v mil. diváků) |
| ------ | --------- | ----------- | ------------------------------- | --------------- | --------------------------- |
| 1      | Díl první | Viktor Tauš | Petr Jarchovský a Michal Sýkora | 31. března 2019 | 1,066                       |
| 2      | Díl druhý | Viktor Tauš | Petr Jarchovský a Michal Sýkora | 7. dubna 2019   | 1,020                       |
| 3      | Díl třetí | Viktor Tauš | Petr Jarchovský a Michal Sýkora | 14. dubna 2019  | 1,233                       |

### Živé terče(2019)
| Pořadí | Název     | Režie       | Scénář                          | Datum premiéry  | Sledovanost (v mil. diváků) |
| ------ | --------- | ----------- | ------------------------------- | --------------- | --------------------------- |
| 1      | Díl první | Jan Hřebejk | Petr Jarchovský a Michal Sýkora | 28. dubna 2019  | 1,247                       |
| 2      | Díl druhý | Jan Hřebejk | Petr Jarchovský a Michal Sýkora | 5. května 2019  | 1,325                       |
| 3      | Díl třetí | Jan Hřebejk | Petr Jarchovský a Michal Sýkora | 12. května 2019 | 1,267                       |